# Gannat
Gannat é uma comuna francesa na região administrativa de Auvérnia-Ródano-Alpes, no departamento Allier. Estende-se por uma área de 36,76 km². Em 2010 a comuna tinha 6 021 habitantes (densidade: 163,8 hab./km²).